# Jake Johnson
Mark Jake Johnson Weinberger, noto come Jake Johnson o Jake M. Johnson (Evanston, 28 maggio 1978), è un attore e sceneggiatore statunitense.

## Biografia
Nato e cresciuto a Evanston, a nord di Chicago, frequentò l'Università dell'Iowa prima di trasferirsi a New York per frequentare la Tisch School of the Arts e in seguito a Los Angeles per iniziare la carriera attoriale. Qui vive assieme alla moglie, Erin Payne, un'artista. Appassionato di basket e tennis, è un membro sia della lega Sunday Men's Basketball e la Interstate 5 Tennis Association. È in parte di origini ebraiche.

## Carriera
Johnson è apparso in numerosi programmi televisivi e cinematografici nel quadriennio 2006-2010, tra cui The Unit (2007), Lie to Me (2009), FlashForward (2010), Drunk History (2010), Jurassic World (2015) e Jurassic World: Dominion (2022).
Nel 2011, ha recitato nella commedia romantica Amici, amanti e...  accanto a Natalie Portman e Ashton Kutcher.
Diviene popolare nel 2011, dopo aver ottenuto un ruolo da co-protagonista nella serie televisiva New Girl. La serie ha una ricezione positiva dalla critica e dal pubblico già dai primi episodi.

## Filmografia

### Attore

#### Cinema
- Best Men, regia di Jonny Lee – cortometraggio (2006)
- The Great Sketch Experiment, regia di John Landis – cortometraggio (2006)
- This Is My Friend, regia di Jeremy Konner – cortometraggio (2007)
- Bunny Whipped, regia di Rafael Riera (2007)
- Redbelt, regia di David Mamet (2008)
- Paper Heart, regia di Nicholas Jasenovec (2009)
- Spilt Milk, regia di Blake Calhoun (2010)
- In viaggio con una rock star (Get Him to the Greek), regia di Nicholas Stoller (2010)
- Ceremony, regia di Max Winkler (2010)
- Junk, regia di Kevin Hamedani (2011)
- Amici, amanti e...  (No Strings Attached), regia di Ivan Reitman (2011)
- Harold & Kumar - Un Natale da ricordare (A Very Harold & Kumar Christmas), regia di Todd Strauss-Schulson (2011)
- Safety Not Guaranteed, regia di Colin Trevorrow (2012)
- 21 Jump Street, regia di Phil Lord e Chris Miller (2012)
- Drinking Buddies - Amici di bevuta (Drinking Buddies), regia di Joe Swanberg (2013)
- The Pretty One, regia di Jenée LaMarque (2013)
- Coffee Town, regia di Brad Copeland (2013)
- Cattivi vicini (Neighbors), regia di Nicholas Stoller (2014)
- Bastardi in divisa (Let's Be Cops), regia di Luke Greenfield (2014)
- Un tranquillo weekend di mistero (Digging for Fire), regia di Joe Swanberg (2015)
- Jurassic World, regia di Colin Trevorrow (2015)
- Un weekend al limite (Joshy), regia di Jeff Baena (2016)
- Mike & Dave - Un matrimonio da sballo (Mike and Dave Need Wedding Dates), regia di Jake Szymanski (2016)
- Tutto o niente (Win It All), regia di Joe Swanberg (2017)
- La mummia (The Mummy), regia di Alex Kurtzman (2017)
- Prendimi! (Tag), regia di Jeff Tomsic (2018)
- Autosufficienza (Self Reliance), regia di Jake Johnson (2023)

#### Televisione
- Clark and Michael – webserie (2006)
- Your Magic Touched Me – serie TV, episodio 2x09 (2007)
- Derek & Simon – webserie, 6 webisodi (2007)
- Curb Your Enthusiasm – serie TV, 1 episodio (2007)
- Cautionary Tales of Sword – serie TV, episodio 1x05 (2007)
- The Unit – serie TV, episodio 3x06 (2007)
- UBC Comedy Originals – serie TV, 1 episodio (2008)
- Lie to Me – serie TV, episodio 1x04 (2009)
- Funny or Die Presents... – serie TV, episodio 1x10 (2010)
- FlashForward – serie TV, episodio 1x21 (2010)
- Drunk History – serie TV, episodi 1x01-1x08-3x06 (2010-2015)
- New Girl – serie TV, 146 episodi (2011-2018)
- NTSF:SD:SUV – serie TV, episodio 2x02 (2012)
- Coogan Auto – serie TV, episodio 1x02 (2013)
- Ghost Ghirls – serie TV, episodio 1x01 (2013)
- No Activity – serie TV, episodio 1x05 (2015)
- Idiotsitter – serie TV, episodio 2x10 (2016)
- Easy – serie TV, episodio 1x07 (2016)
- Stumptown – serie TV (2019-2020)
- Mythic Quest - serie TV, 1 episodio (2020)

### Doppiatore
- Allen Gregory – serie animata, 6 episodi (2011)
- High School USA! – serie animata, 10 episodi (2013-2015)
- The LEGO Movie, regia di Phil Lord e Chris Miller (2014)
- BoJack Horseman, serie animata - 3 episodi (2015-2017)
- I Puffi - Viaggio nella foresta segreta (Smurfs: The Lost Village), regia di Kelly Asbury (2017)
- Comrade Detective – serie TV, 5 episodi (2017)
- Spider-Man - Un nuovo universo (Spider-Man: Into the Spider-Verse), regia di  Bob Persichetti, Peter Ramsey e Rodney Rothman (2018)
- Spider-Man: Across the Spider-Verse, regia di Joaquim dos Santos, Kemp Powers e Justin K. Thompson (2023)

### Sceneggiatore
- Un tranquillo weekend di mistero (Digging for Fire), regia di Joe Swanberg (2015)

### Produttore
- Un tranquillo weekend di mistero (Digging for Fire), regia di Joe Swanberg (2015)

## Doppiatori italiani
- Gianluca Crisafi in Amici, amanti e..., Prendimi!
- Simone Crisari in New Girl, Stumptown
- Riccardo Scarafoni in The Pretty One, La mummia
- Edoardo Stoppacciaro in Jurassic World
- Andrea Lavagnino in Ceremony
- Luca Sandri in Harold & Kumar - Un Natale da ricordare
- Vittorio De Angelis in 21 Jump Street
- Fabrizio Manfredi in Bastardi in divisa
- Ruggero Andreozzi in Un tranquillo weekend di mistero, Autosufficienza
- Gabriele Sabatini ne La pazza storia del mondo, Parte II

Da doppiatore è sostituito da:
- Stefano Crescentini in Spider-Man - Un nuovo universo, Spider-Man: Across the Spider-Verse
- Enrico Di Troia in BoJack Horseman
- Gabriele Tacchi ne I Puffi - Viaggio nella foresta segreta
- Claudio Moneta in Hoops